# Аткинс (фильм)
«Аткинс» (нем. «Atkins») — фильм режиссёра Хельге Тримперта, совместное производство ГДР и Румыния, 1985 год.

## Сюжет
События происходят в 1898 году в Северной Америке. Охотник Том Аткинс возвращается в места своей молодости, чтобы спокойно жить и работать. Но в горной долине поселилось небольшое племя индейцев, сбежавших из резервации и тщательно скрывающих своё пристанище от белых людей. Аткинс понимает, что индейцы не допустят того, чтобы белый человек рассказал своим собратьям о них, и поэтому вынужден принять предложение вождя племени остаться с ними. Однажды в уединенную долину проникает геолог Моррис. Там он обнаруживает богатейшие залежи меди. Моррис уговаривает Аткинса стать его компаньоном. Но тот не может предать поверивших ему индейцев. Обманув Аткинса и индейцев, Моррис покидает долину один. Когда он вернется сюда с вооружённым отрядом, перед Аткинсом встанет неразрешимый выбор: на чьей он стороне?

## В ролях
- Олег Борисов — Аткинс
- Петер Циммерманн — Моррис
- Коля Рэуту — Старик
- Барбара Диттус — Роза
- Маргит Бендокат — Эмили
- Керстин Хайне — Клайти

## Интересные факты
В американском прокате шёл под названием «Atkins: Between the Fronts of Indians and Whites» («Аткинс: между индейцами и белыми») и был на 15 минут длиннее.